# Kawasaki KR 250/350
Die Kawasaki KR 250 und Kawasaki KR 350 waren Rennmotorräder des japanischen Herstellers Kawasaki.

## Geschichte

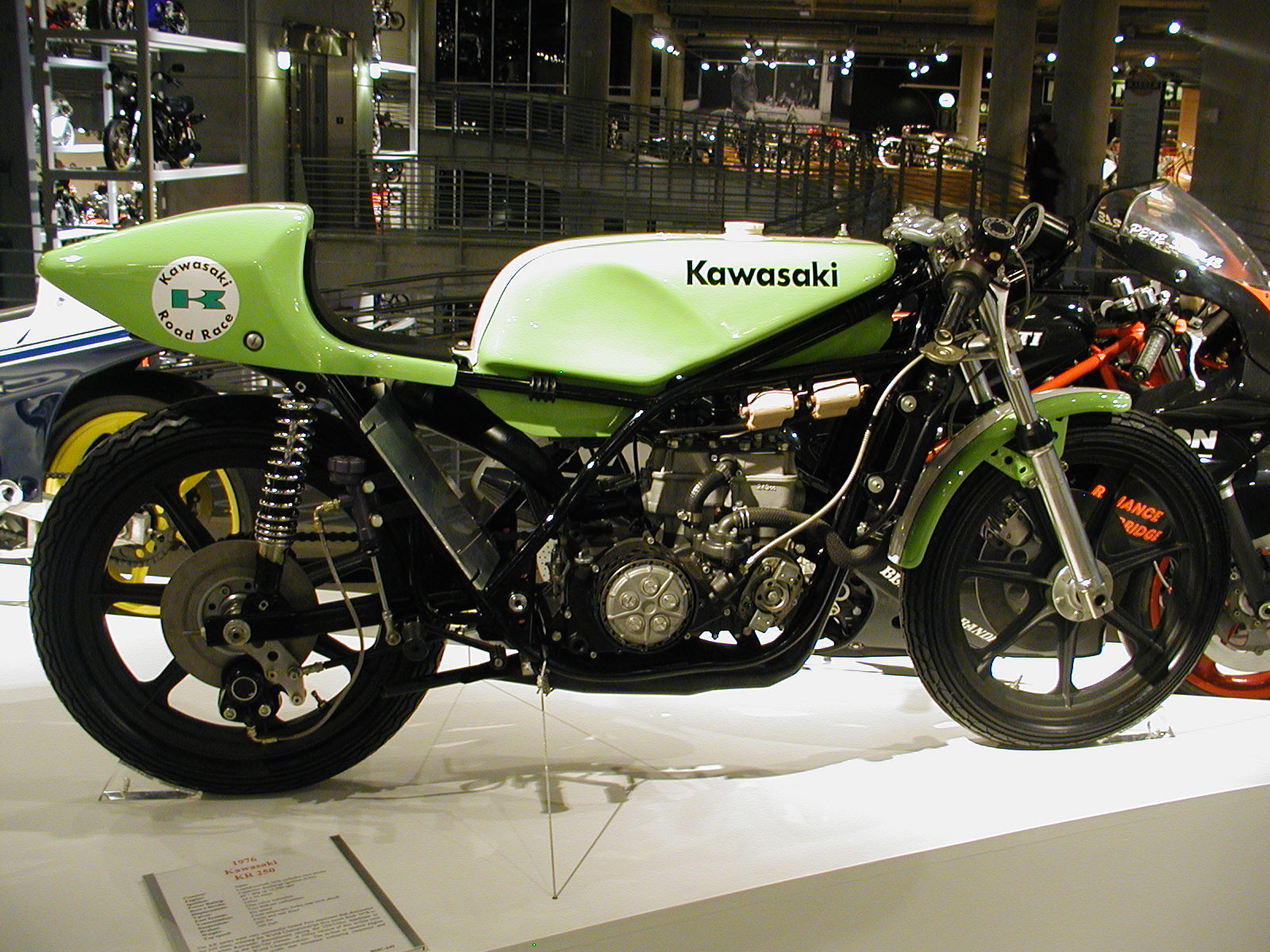
KR 250 ohne Verkleidung

Toni Mang gelang es 1981, die Weltmeistertitel in den Klassen bis 250 und bis 350 cm³ der Motorrad-Weltmeisterschaft mit der KR 250 bzw. der KR 350 zu gewinnen. Im folgenden Jahr wurde er mit einer KR 350 ewiger Weltmeister in der 350-cm³-Klasse – die Klasse wurde nach der Saison 1983 nicht mehr ausgeschrieben.

## Technik

### Motor

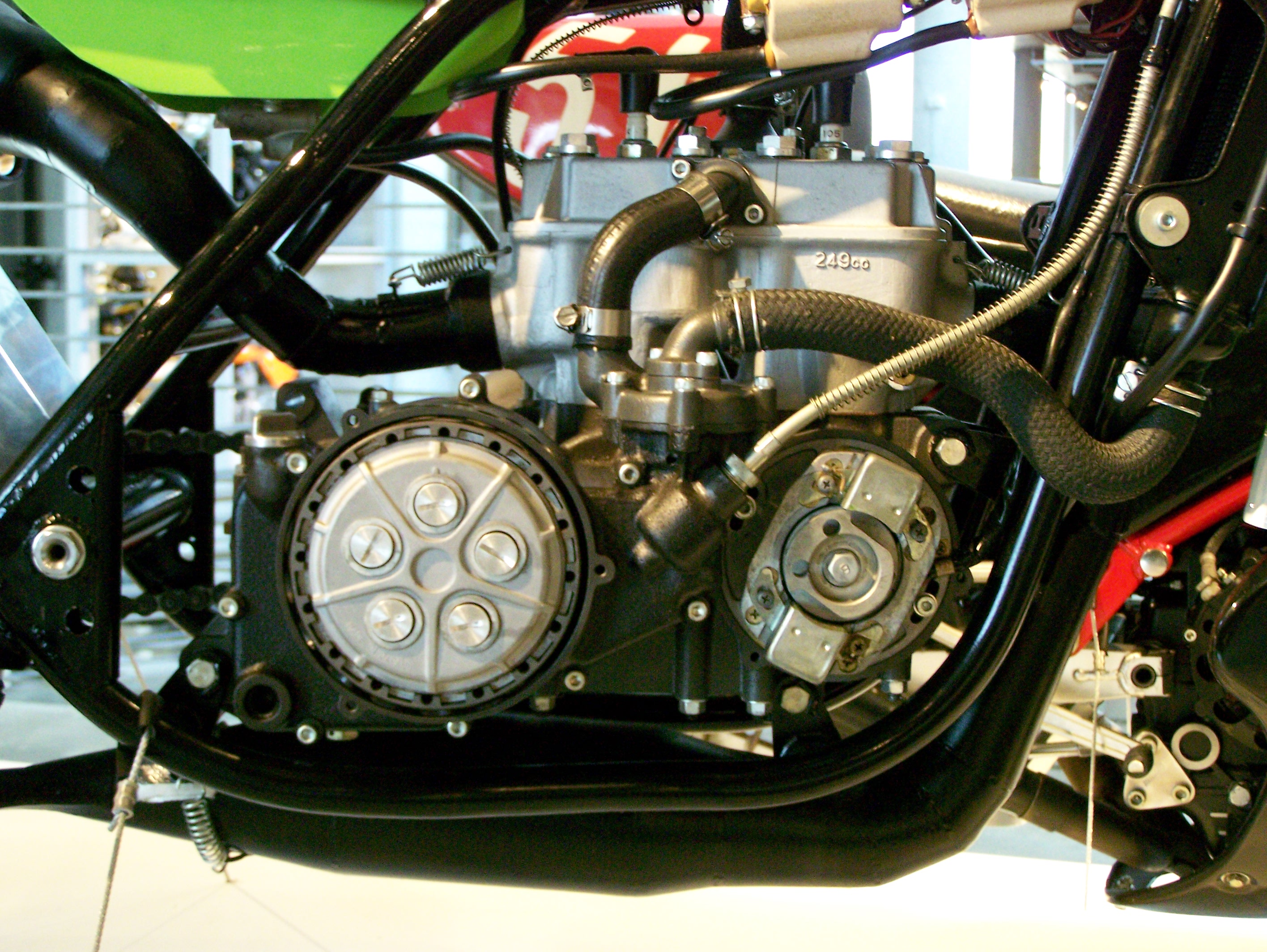
Motor der KR 250

Der Motor war ein wassergekühlter Zweizylinder-Tandemmotor mit Drehschiebersteuerung. Jeder Zylinder verfügte über eine eigene Kurbelwelle, die über eine Stirnradverzahnung gegenläufig miteinander gekoppelt waren. Die beiden 34-Millimeter-Mikuni-Rundschiebervergaser waren auf der linken Gehäuseseite angebracht. Auf dem rechten Kurbelwellenstumpf des vorderen Zylinders saß die Magnetzündung, auf dem des hinteren die Wasserpumpe. Die Mehrscheibentrockenkupplung sitzt auf der Getriebeeingangswelle rechts, die Sekundärkette links.

### Fahrwerk
Der Doppelschleifenrahmen war aus Stahl geschweißt; die Telegabel vorne und die hintere Zweiarmschwinge führten PVM-Gussräder. Die Hinterradfederung hatte ein über eine Wippe angelenktes Federbein mit Ausgleichsbehälter. Aufgrund des geringen Fahrzeuggewichts war je eine Einscheibenbremsanlage am Vorder- und Hinterrad ausreichend.

## Technische Daten
| Kenngröße             | KR 350                         | KR 250        |
| --------------------- | ------------------------------ | ------------- |
| Bohrung               | 64 mm                          | 54 mm         |
| Hub                   | 54 mm                          | 54 mm         |
| Hubraum               | 349 cm³                        | 249 cm³       |
| Leistung              | 78 PS (57 kW) bei 11.800 min−1 | 67 PS (49 kW) |
| Höchstgeschwindigkeit | 255 km/h                       | 240 km/h      |
| Leergewicht           | 101,7 kg                       |               |

## Erhaltene Fahrzeuge
Eine originale KR 350 aus der Rennsaison 1982 von Toni Mang ist im Verkehrszentrum des Deutschen Museums in München ausgestellt.